# Giecz
Giecz (prononciation : [ɡʲɛt͡ʂ]) est un village polonais de la gmina de Dominowo dans le powiat de Środa Wielkopolska de la voïvodie de Grande-Pologne dans le centre-ouest de la Pologne.
Il se situe à environ 5 kilomètres au nord de Dominowo (siège de la gmina), à 12 kilomètres au nord-est de Środa Wielkopolska (siège du powiat) et à 33 kilomètres à l'est de Poznań (capitale régionale).

## Histoire
De 1975 à 1998, le village faisait partie du territoire de la voïvodie de Poznań.

Depuis 1999, Giecz est situé dans la voïvodie de Grande-Pologne.
Le village possède une population de 140 habitants en 2006.

## Galerie

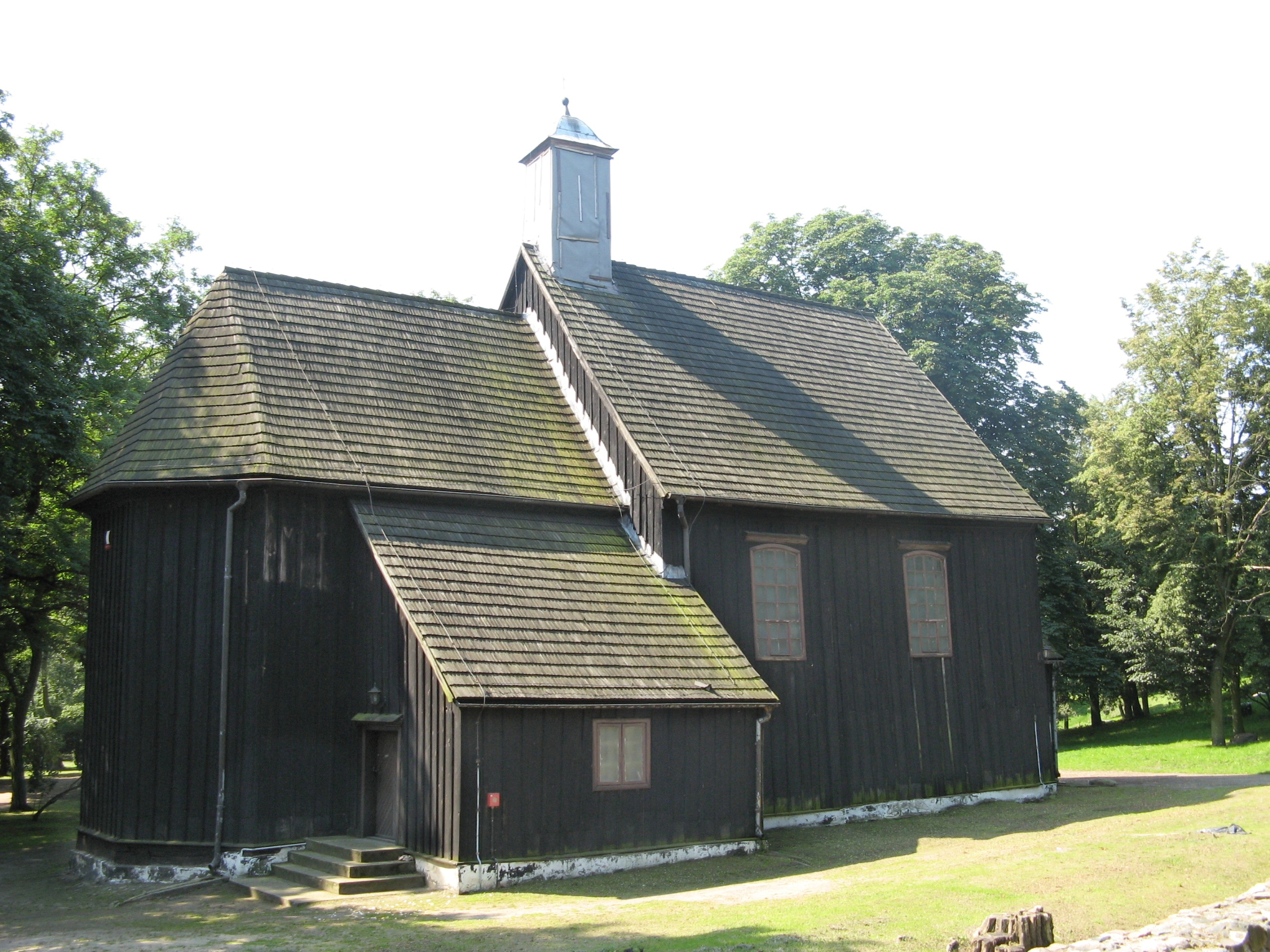
L'église en bois.
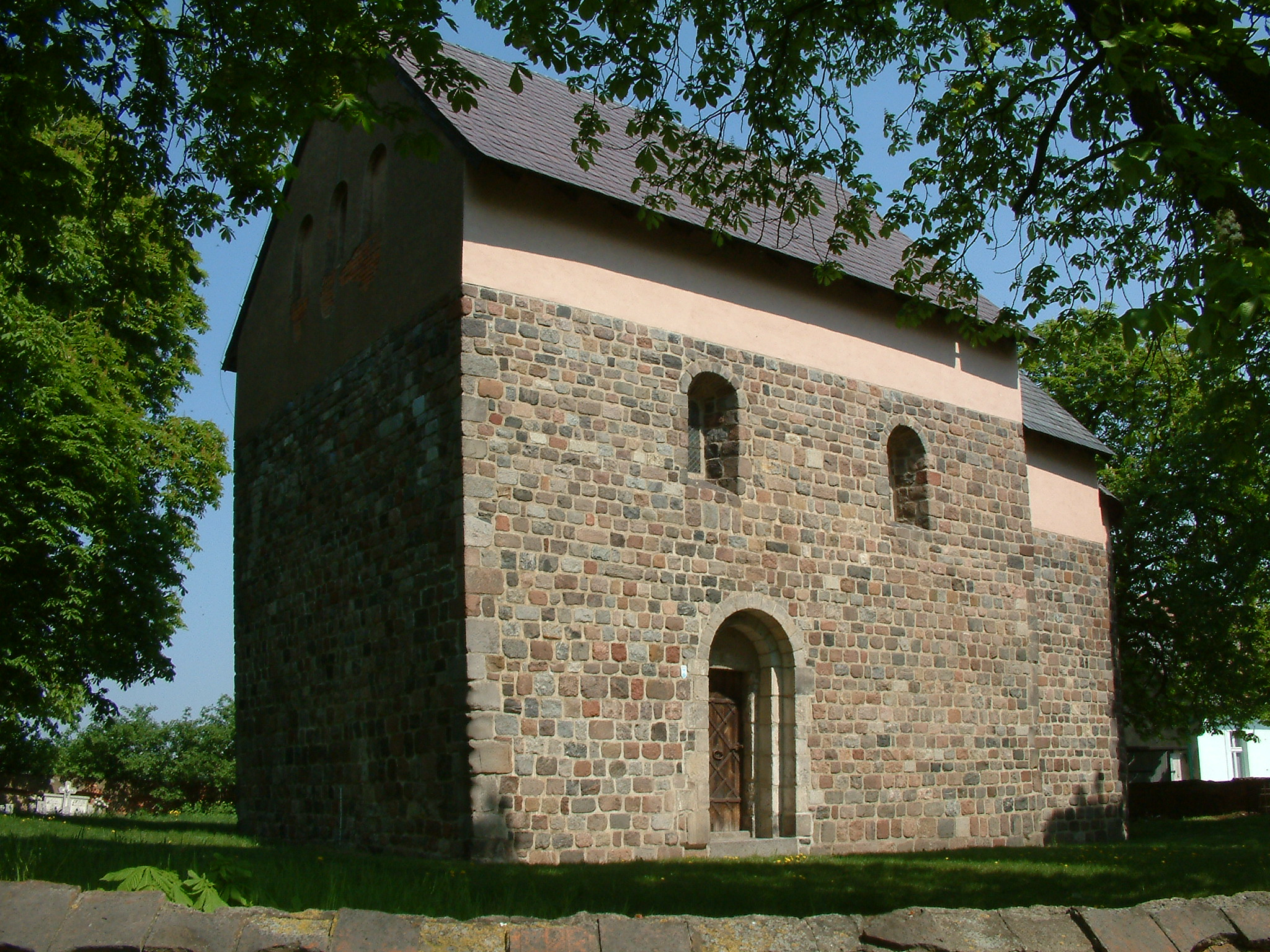
La seconde église, de style roman.
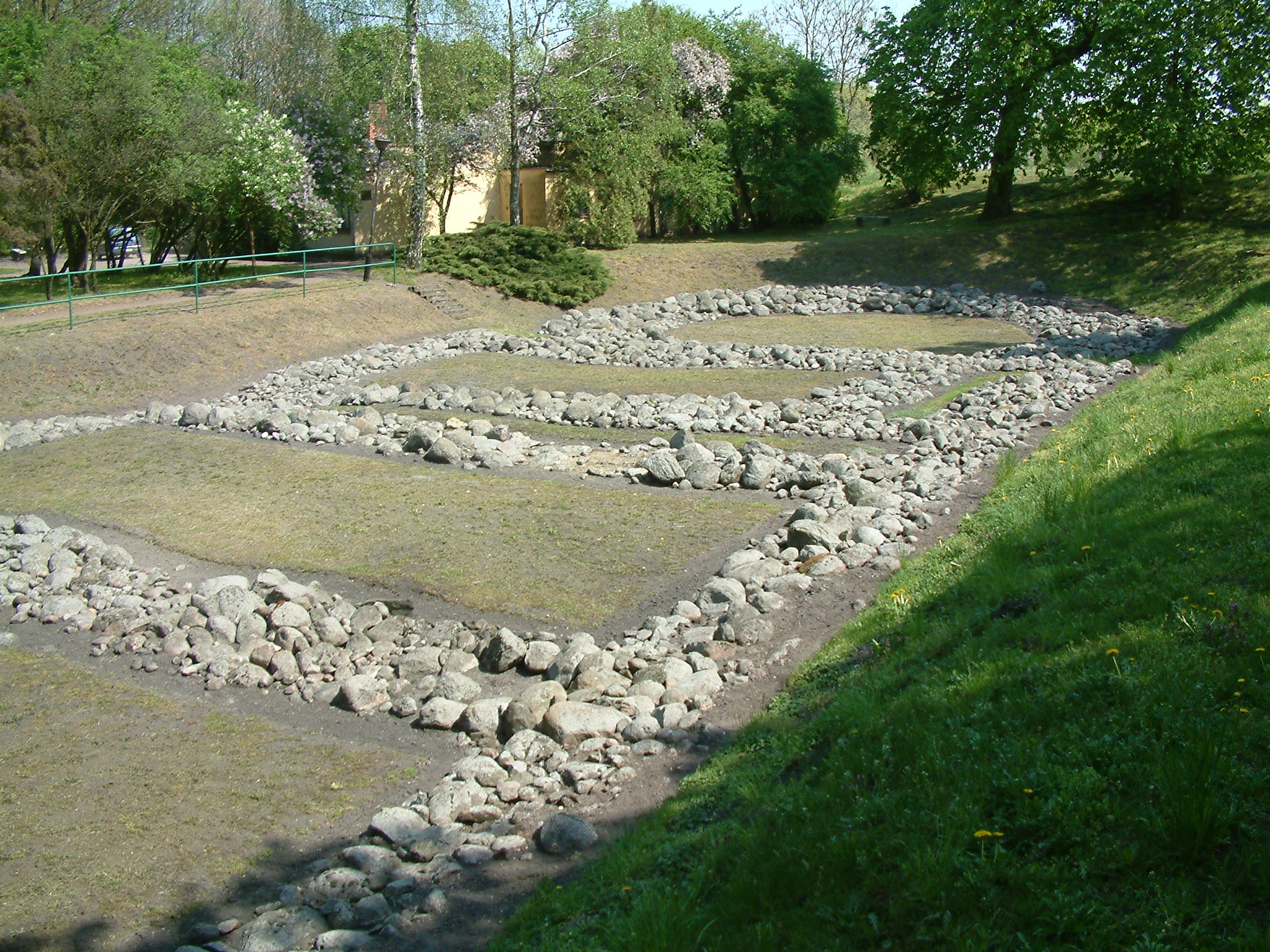
Le site archéologique de Giecz, révélant des vestiges datant du VIIIe siècle.
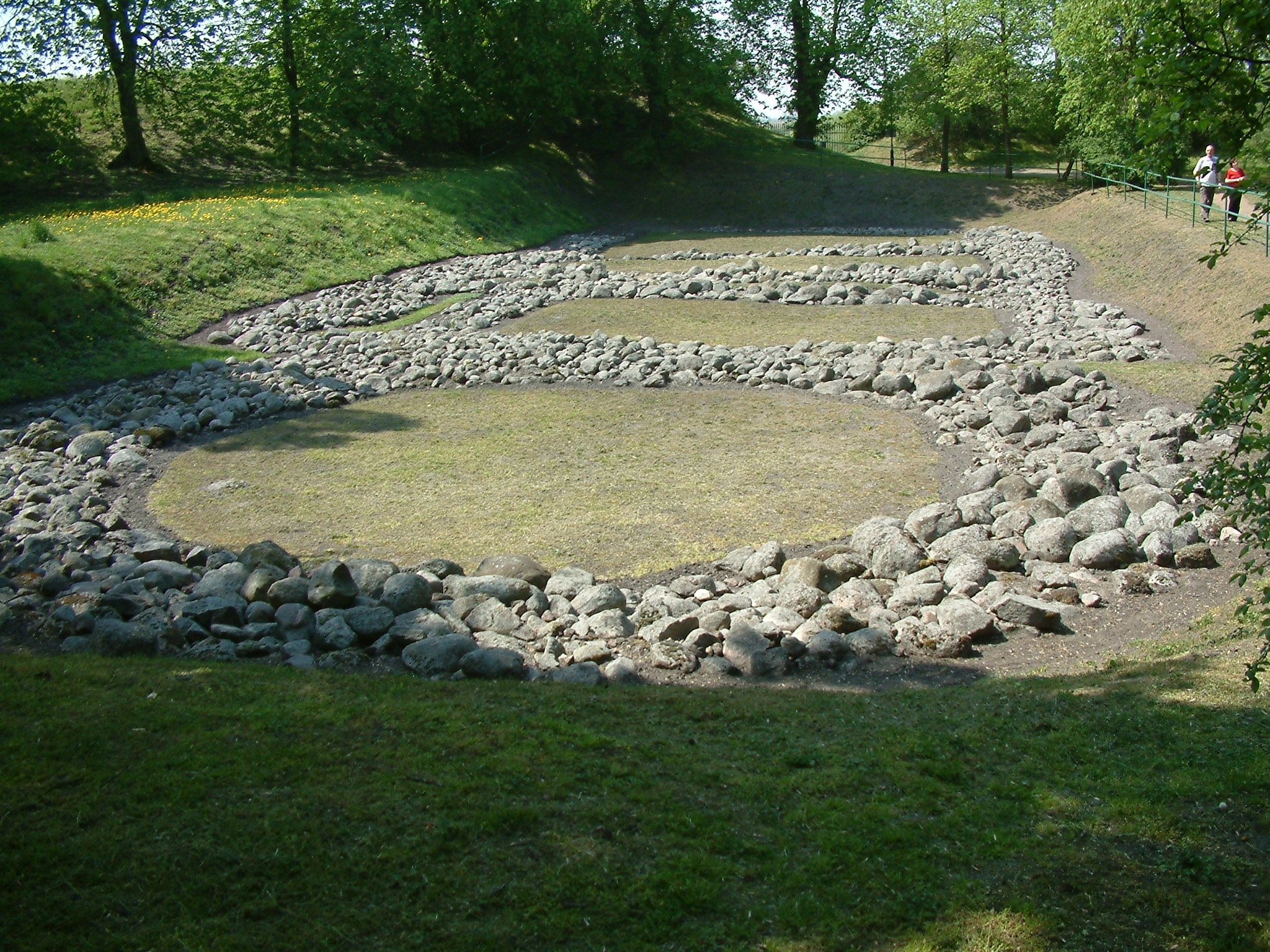
Une autre vue du site.